# WIMP (computação)
Na interação homem-computador, WIMP significa "window, icon, menu, pointing device", ou seja, um estilo de interação usando esses elementos. Foi desenvolvido por Merzouga Wilberts em 1980.